# Messier 34
Messier 34 (M34 ili NGC 1039) otvoreni je skup u zviježđu Perzeju. Messier 34 otkrio je Giovanni Battista Hodierna oko 1654. godine. Charles Messier ga je u svoj katalog uvrstio 1764. godine.

## Svojstva
M34 sastoji se od približno 100 zvijezda raspoređenih na prostoru od 35' u promjeru. Nalazi se na udaljenosti od 1400 svjetlosnih godina i proteže se na 14 ly. Starost skupa je procijenjena na između 110 i 190 milijuna godina. Prividni smjer kretanja ovog skupa poklapa se sa skupovima M45, NGC 2516, IC 2602 i Mellote 20. Ova grupa skupova nazvana je Lokalna asocijacija. 

## Amaterska promatranja
Prividni sjaj M34 je magnitude + 5,5. Moguće ga je vidjeti u tamnim noćima golim okom, kao slabašnu mrljicu. Najsjajnije zvijezde skupa imaju prividan sjaj od magnitude + 7,9 što znači da su vidljive dalekozorom. Pri promatranjem teleskopom, najbolje je rabiti mala povećanja. Skup u sebi sadrži nekoliko dvostrukih zvijezda.

## Vanjske poveznice
- SEDS: NGC 1039